# Las Vegas (Venezuela)
Pour les articles homonymes, voir Las Vegas (homonymie).
Las Vegas est une ville de l'État de Cojedes au Venezuela, capitale de la paroisse civile de Rómulo Gallegos et chef-lieu de la municipalité de Rómulo Gallegos.